# Tetràedre
Un tetràedre o tetraedre (ambdues variants són acceptades) és un políedre que té quatre cares. Amb aquest nombre de cares ha de ser forçosament un políedre convex i les cares han de ser forçosament triangulars. En cadascun dels quatre vèrtexs es troben tres cares i té sis arestes. Hom pot considerar, també, que un tetràedre és una piràmide de base triangular.
Si les quatre cares del tetràedre són triangles equilàters, forçosament iguals entre si, el tetràedre es denomina regular. [Etimologia: Segle XVI: del grec tetraedron, tetra, 'quatre' i edron, 'cara']
El tetràedre és el més simple de tots els políedres convexos, i l'únic que té menys de 5 cares. Com tots els políedres convexos, un tetràedre es pot doblegar a partir d'un full de paper. Admet dos d'aquests desenvolupaments plans.
El tetràedre és el cas tridimensional del concepte més general d'un símplex euclidià.
Donat un tetràedre qualsevol, existeix una esfera (anomenada esfera circumscrita) que passa per tots els vèrtexs del tetràedre, i una altra esfera (l'esfera inscrita) que és tangent a les cares del tetràedre.

## Tetràedre regular

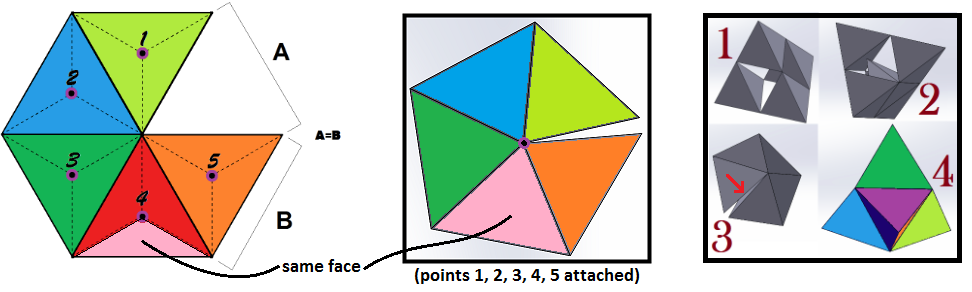
Cinc tetràedres col·locats sobre el pla, amb els seus respectius vèrtexs superiors numerats com 1, 2, 3, 4 i 5. Aquests punts s'han juntat i queda un petit espai entre els tetràedres, allà on no es troben completament els angles de les cinc arestes.

Un tetràedre regular és aquell que té per cares quatre triangles equilàters. És un dels cinc sòlids platònics, coneguts des de l'antiguitat.

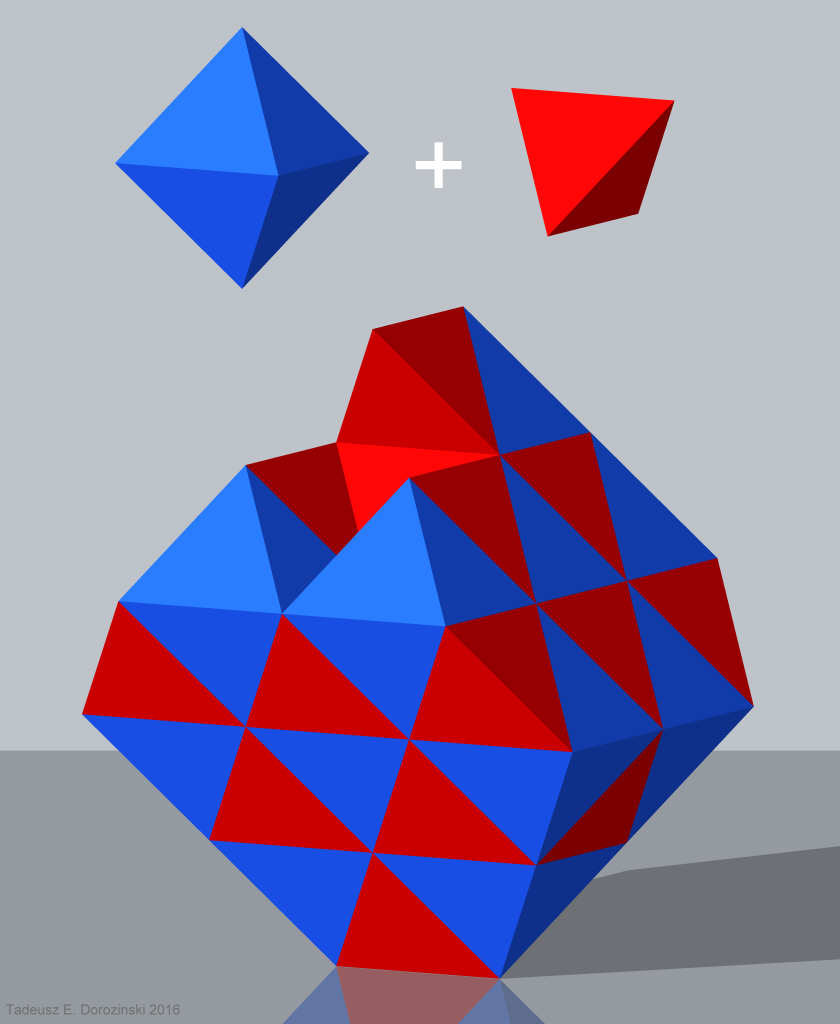
Enrajolat cúbic alternat, combinació d'octàedres i tetràedres

No es pot tessel·lar l'espai només amb tetràedres, però si s'alternen amb octàedres regulars, formen l'enrajolat cúbic alternat, que és una tessel·lació.
El tetràedre regular és autodual, la qual cosa significa que el seu dual és un altre tetràedre regular. La composta formada per dos tetràedres duals és un estel octangle, també conegut com a octàedre estelat.

### Fórmules per a un tetràedre regular
Les següents coordenades cartesianes defineixen els quatre vèrtexs d'un tetràedre amb arestes de longitud 2, centrat a l'origen:
{\displaystyle (\pm 1,0,-{\frac {1}{\sqrt {2}}})}
{\displaystyle (0,\pm 1,{\frac {1}{\sqrt {2}}})}
Un altre conjunt de coordenades estan basades en un cub alternat o demicub amb arestes de longitud 2. Aquesta forma té un diagrama de Coxeter-Dynkin  i símbol de Schläfli h{4,3}. En aquest cas, el tetràedre té unes arestes de longitud 2√2. Si s'inverteixen aquestes coordenades, es genera el tetràedre dual, i combinats formen l'octàedre estelat, els vèrtexs del qual són els del cub original.
Tetràedre: (1, 1, 1), (1, −1, −1), (−1, 1, −1), (−1, −1, 1)
Tetràedre dual: (−1, −1, −1), (−1, 1, 1), (1, −1, 1), (1, 1, −1)

Tetràedre regular ABCD i la seva esfera circumscrita

Per a un tetràedre regular amb arestes de longitud a:
| Àrea de les cares                                          | {\displaystyle A_{0}={{\sqrt {3}} \over 4}a^{2}}                                                  |
| Àrea de la superfície                                      | {\displaystyle A=4\,A_{0}={\sqrt {3}}a^{2}}                                                       |
| Altura de la piràmide                                      | {\displaystyle h={{\sqrt {6}} \over 3}a={\sqrt {2 \over 3}}\,a}                                   |
| Distància entre arestes oposades                           | {\displaystyle l={1 \over {\sqrt {2}}}\,a}                                                        |
| Volum                                                      | {\displaystyle V={1 \over 3}A_{0}h={{\sqrt {2}} \over 12}a^{3}={a^{3} \over {6{\sqrt {2}}}}}      |
| Angle cara-vèrtex-aresta                                   | {\displaystyle \arccos \left({1 \over {\sqrt {3}}}\right)=\arctan({\sqrt {2}})} (aprox. 54,7356°) |
| Angle cara-aresta-cara                                     | {\displaystyle \arccos \left({1 \over 3}\right)=\arctan(2{\sqrt {2}})} (aprox. 70,5288°)          |
| Angle central de les arestes, conegut com angle tetraèdric | {\displaystyle \arccos \left({-1 \over 3}\right)=2\arctan({\sqrt {2}})} (aprox. 109,4712°)        |
| Angle sòlid en un vèrtex, comprès per una cara             | {\displaystyle \arccos \left({23 \over 27}\right)} (aprox. 0,55129 estereoradians)                |
| Radi de l'esfera circumscrita                              | {\displaystyle R={{\sqrt {6}} \over 4}a={\sqrt {3 \over 8}}\,a}                                   |
| Radi de l'esfera inscrita tangent a les cares              | {\displaystyle r={1 \over 3}R={a \over {\sqrt {24}}}}                                             |
| Radi de la interesfera tangent a les cares                 | {\displaystyle r_{M}={\sqrt {rR}}={a \over {\sqrt {8}}}}                                          |
| Radi de les exesferes                                      | {\displaystyle r_{E}={a \over {\sqrt {6}}}}                                                       |
| Distància al centre de l'exesfera des del vèrtex oposat    | {\displaystyle d_{VE}={{\sqrt {6}} \over 2}a={\sqrt {3 \over 2}}a}                                |

Respecte al pla de la base, el pendent d'una cara (2√2) és el doble que el d'una aresta (√2), ja que la distància horitzontal coberta des de la base fins al vèrtex superior al llarg d'una aresta és el doble que al llarg de la mitjana d'una cara. En altres paraules, si C és el baricentre de la base, la distància des de C fins a un vèrtex de la base és el doble que la de C al punt mitjà d'una aresta de la base. Això és una conseqüència del fet que les mitjanes d'un triangle s'intersecten en el seu baricentre, i aquest punt divideix cada mitjana en dos segments, un amb el doble de longitud que l'altre.
Donat un tetràedre regular amb arestes de longitud a, amb una esfera circumscrita de radi R, i distàncies di des d'un punt arbitrari de l'espai tridimensional als seus quatre vèrtexs, es té:
{\displaystyle {\begin{aligned}&{\frac {\sum _{i=1}^{4}d_{i}^{4}}{4}}+{\frac {16R^{4}}{9}}=\\&\quad =\left({\frac {\sum _{i=1}^{4}d_{i}^{2}}{4}}+{\frac {2R^{2}}{3}}\right)^{2};\end{aligned}}}
{\displaystyle 4(a^{4}+\sum _{i=1}^{4}d_{i}^{4})=(a^{2}+\sum _{i=1}^{4}d_{i}^{2})^{2}.}

### Isometries del tetràedre regular

Les rotacions pròpies (rotació d'ordre 3 sobre un vèrtex i una cara, i d'ordre 2 sobre dues arestes) i pla de reflexió (a través de dues cares i una aresta) en el grup de simetries del tetràedre regular

Els vèrtexs d'un cub es poden agrupar en dos grups de 4, cadascun d'ells formant un tetràedre regular (vegeu més amunt, i també l'animació, que il·lustren un dels dos tetràedres del cub). Les simetries d'un tetràedre regular corresponen a la meitat de les simetries d'un cub: aquelles que envien cada tetràedre a ell mateix, i no a l'altre.
El tetràedre és l'únic sòlid platònic que no es transforma en ell mateix per una simetria central.
El tetràedre regular té 24 isometries, que configuren el grup de simetries Td, [3,3], (*332), isomorf al grup simètric S₄. Es poden classificar de la següent manera:
- T, [3,3]+, (332) és isomorf al grup alternant A₄ (la identitat i 11 rotacions pròpies) amb les següents classes de conjugació (entre parèntesis es donen les permutacions dels vèrtexs, o corresponentment, les cares, i la representació en quaternions unitaris):
  - identitat (identitat; 1)
  - rotació al voltant d'un eix que passa per un vèrtex, perpendicular al pla oposat, per un angle de ±120°: 4 eixos, 2 per eix, combinats 8 ((1 2 3), etc.; (1 ± i ± j ± k) / 2)
  - rotació per un angle de 180° tal que un eix s'envia a l'eix oposat: 3 ((1 2)(3 4), etc.; i, j, k)
- reflexions respecte un pla perpendicular a una aresta: 6
- reflexions respecte un pla combinades amb una rotació de 90° al voltant d'un eix perpendicular al pla: 3 eixos, 2 per eix, un total de 6; equivalentment, són rotacions de 90° combinades amb una inversió (que envia x a −x): les rotacions corresponen a les del cub al voltant d'eixos que passen per dues cares oposades

### Projeccions ortogonals del tetràedre regular
El teteàedre regular té dues projeccions ortogonals especials, una de centrada en un vèrtex (o, equivalentment, en una cara), i una altra de centrada en una aresta. La primera correspon al pla de Coxeter A₂.
| Centrada en →       | Cara/vèrtex | Aresta |
| ------------------- | ----------- | ------ |
| Imatge              |             |        |
| Simetria projectiva | [3]         | [4]    |

### Secció d'un tetràedre regular

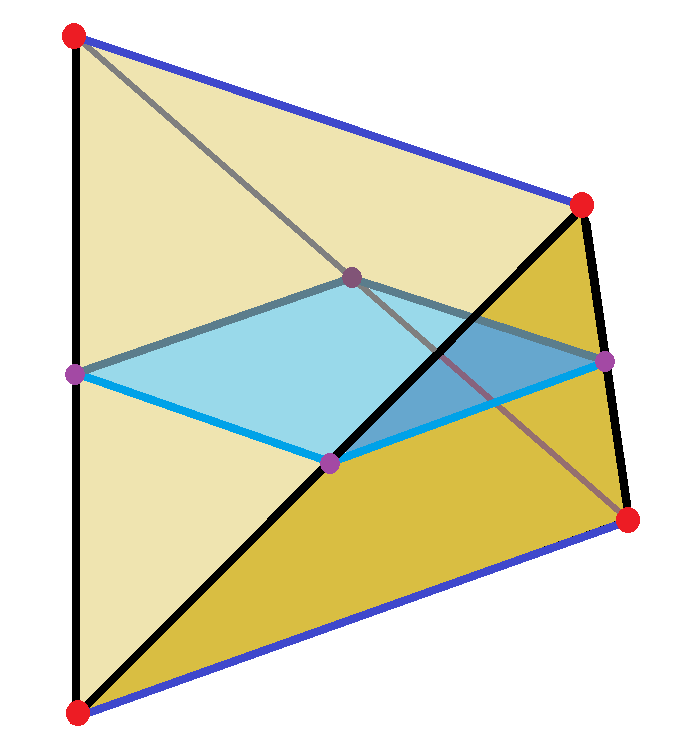
Una secció central d'un tetràedre regular és un quadrat.

Les dues arestes oposades d'un tetràedre regular defineixen un conjunt de plans paral·lels. Quan un d'aquests plans intersecta el tetràedre, la secció resultant és un rectangle. Quan el pla que intersecta està prop d'una de les arestes, el rectangle és llarg i estret. Quan aquest pla es troba a meitat de camí de les dues arestes, la intersecció és un quadrat. La relació d'aspecte del rectangle s'inverteix quan se supera aquest punt mitjà. En aquest punt mitjà on la intersecció és un quadrat, els segments de la secció amb el tetràedre tenen la mateixa longitud, i recorren les quatre cares del tetràedre. Si es bisecta el tetràedre en aquest pla, les dues meitats esdevenen falques.

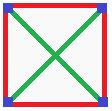
Un disfenoide tetragonal, vist ortogonalment a les dues arestes verdes.

Aquesta propietat també és certa per als disfenoides tetragonals, quan s'aplica als dos parells d'arestes especials.

### Tessel·lació esfèrica
El tetràedre també es pot representar com una tessel·lació esfèrica, i projectada sobre el pla mitjançant una projecció estereogràfica. Aquesta projecció és conforme, és a dir, conserva els angles però no les àrees ni les longituds. Les línies rectes sobre l'esfera es projecten com a arcs de circumferència sobre el pla.
|                       |                          |
| Projecció ortogràfica | Projecció estereogràfica |

## Altres casos especials
Un tetràedre isòsceles, també anomenat disfenoide, és un tetràedre on les quatre cares són triangles congruents. Si es poden col·locar còpies idèntiques d'un tetràedre de tal manera que ocupin tot l'espai tridimensional (sense deixar espais buits), llavors hom diu que el tetràedre enrajola l'espai.

Es pot construir un tetràedre trirrectangular a partir d'un octant coordenat i un pla que talli els tres eixos, com:
x>0
y>0
z>0
i x/a+y/b+z/c<1

En un tetràedre trirectangular hi ha un vèrtex on les tres cares incidents formen angles rectes. Si els tres parells d'arestes oposades d'un tetràedre són perpendiculars, llavors hom diu que es tracta d'un tetràedre ortocèntric. Quan només hi ha un parell d'arestes perpendiculars, se l'anomena tetràedre semiortocèntric. Un tetràedre isodinàmic és aquell on les cevianes que uneixen els vèrtexs als incentres de les cares oposades són concurrents, i un tetràedre isogònic té cevianes concurrents que uneixen els vèrtexs cap als punts de contacte de les cares oposades amb l'esfera inscrita del tetràedre.

### Isometries dels tetràedres irregulars
Les isometries d'un tetràedre irregular (sense etiquetar) depenen de la geometria del tetràedre; hom pot distingir 7 casos. En cada cas, es forma un grup puntual de simetria tridimensional. Poden existir altres dues isometries (C₃, [3]+), i (S₄, [2+,4+]) si s'hi inclou un etiquetatge de les cares o de les arestes. A continuació es llisten els diagrames tetraèdrics per a cada tipus, on les arestes estan acolorides per equivalència isomètrica, i es mantenen en gris en el cas d'arestes úniques.
| Nom del tetràedre                                         | Nom del tetràedre                     | Nom del tetràedre                     | Nom del tetràedre                     | Diagrama d'equivalència d'arestes | Descripció |
| Simetria                                                  | Simetria                              | Simetria                              | Simetria                              | Diagrama d'equivalència d'arestes | Descripció |
| Schoen.                                                   | Cox.                                  | Orb.                                  | Ord.                                  | Diagrama d'equivalència d'arestes | Descripció |
| --------------------------------------------------------- | ------------------------------------- | ------------------------------------- | ------------------------------------- | --------------------------------- | --- |
| Tetràedre regular                                         | Tetràedre regular                     | Tetràedre regular                     | Tetràedre regular                     |                                   | Quatre triangles equilàtersForma el grup de simetria Td, isomorf al grup simètric S₄. Un tetràedre regular té un diagrama de Coxeter-Dynkin i símbol de Schläfli {3,3}. |
| Td T                                                      | [3,3] +                               | *332 332                              | 24 12                                 |                                   | Quatre triangles equilàtersForma el grup de simetria Td, isomorf al grup simètric S₄. Un tetràedre regular té un diagrama de Coxeter-Dynkin i símbol de Schläfli {3,3}. |
| Piràmide triangular                                       | Piràmide triangular                   | Piràmide triangular                   | Piràmide triangular                   |                                   | Un triangle equilàter a la base i tres cares iguals formades per triangles isòscelesAdmet 6 isometries, corresponents a les 6 isometries de la base. Vistes com a permutacions dels vèrtexs, aquestes 6 isometries són la identitat 1, (123), (132), (12), (13) i (23), que configuren el grup de simetries C3v, isomorf al grup simètric S₃. Una piràmide triangular té símbol de Schläfli {3}∨( ).                                                   |
| C3v C₃                                                    | [3] +                                 | *33 33                                | 6 3                                   |                                   | Un triangle equilàter a la base i tres cares iguals formades per triangles isòscelesAdmet 6 isometries, corresponents a les 6 isometries de la base. Vistes com a permutacions dels vèrtexs, aquestes 6 isometries són la identitat 1, (123), (132), (12), (13) i (23), que configuren el grup de simetries C3v, isomorf al grup simètric S₃. Una piràmide triangular té símbol de Schläfli {3}∨( ).                                                   |
| Esfenoide especular                                       | Esfenoide especular                   | Esfenoide especular                   | Esfenoide especular                   |                                   | Dos triangles escalens iguals amb una aresta comuna a la baseAquest cas té dos parells d'arestes iguals (1,3), (1,4) i (2,3), (2,4); la resta d'arestes no són iguals. Les dues úniques simetries són 1 i la reflexió (34), la qual cosa configura el grup Cs, isomorf al grup cíclic Z₂. |
| Cs =C1h =C1v                                              | [ ]                                   | *                                     | 2                                     |                                   | Dos triangles escalens iguals amb una aresta comuna a la baseAquest cas té dos parells d'arestes iguals (1,3), (1,4) i (2,3), (2,4); la resta d'arestes no són iguals. Les dues úniques simetries són 1 i la reflexió (34), la qual cosa configura el grup Cs, isomorf al grup cíclic Z₂. |
| Tetràedre irregular (sense simetries)                     | Tetràedre irregular (sense simetries) | Tetràedre irregular (sense simetries) | Tetràedre irregular (sense simetries) |                                   | Quatre triangles desigualsLa seva única isometria és la identitat, i el grup de simetria és el grup trivial. Un tetràedre irregular té símbol de Schläfli ( )∨( )∨( )∨( ). |
| C1                                                        | [ ]+                                  | 1                                     | 1                                     |                                   | Quatre triangles desigualsLa seva única isometria és la identitat, i el grup de simetria és el grup trivial. Un tetràedre irregular té símbol de Schläfli ( )∨( )∨( )∨( ). |
| Disfenoides (quatre triangles iguals)                     |                                       |                                       |                                       |                                   | |
| Disfenoide tetragonal                                     | Disfenoide tetragonal                 | Disfenoide tetragonal                 | Disfenoide tetragonal                 |                                   | Quatre triangles isòsceles igualsTé 8 isometries. Si les arestes (1,2) i (3,4) tenen longituds diferents a les altres quatre arestes, llavors les 8 isometries són la identitat 1, les reflexions (12) i (34), les rotacions de 180° (12)(34), (13)(24), (14)(23) i les rotacions impròpies de 90° (1234) i (1432), les quals configuren el grup de simetries D2d. Un disfenoide tetragonal té diagrama de Coxeter-Dynkin i símbol de Schläfli s{2,4}. |
| D2d S₄                                                    | [2+,4] [2+,4+]                        | 2*2 2×                                | 8 4                                   |                                   | Quatre triangles isòsceles igualsTé 8 isometries. Si les arestes (1,2) i (3,4) tenen longituds diferents a les altres quatre arestes, llavors les 8 isometries són la identitat 1, les reflexions (12) i (34), les rotacions de 180° (12)(34), (13)(24), (14)(23) i les rotacions impròpies de 90° (1234) i (1432), les quals configuren el grup de simetries D2d. Un disfenoide tetragonal té diagrama de Coxeter-Dynkin i símbol de Schläfli s{2,4}. |
| Disfenoide romboïdal                                      | Disfenoide romboïdal                  | Disfenoide romboïdal                  | Disfenoide romboïdal                  |                                   | Quatre triangles escalens igualsTé 4 isometries: la identitat 1 i les rotacions de 180° (12)(34), (13)(24), (14)(23). Aquest és el grup de Klein V₄ o Z₂², present com el grup puntual D₂. Un disfenoide romboïdal té diagrama de Coxeter-Dynkin i símbol de Schläfli sr{2,2}. |
| D₂                                                        | [2,2]+                                | 222                                   | 4                                     |                                   | Quatre triangles escalens igualsTé 4 isometries: la identitat 1 i les rotacions de 180° (12)(34), (13)(24), (14)(23). Aquest és el grup de Klein V₄ o Z₂², present com el grup puntual D₂. Un disfenoide romboïdal té diagrama de Coxeter-Dynkin i símbol de Schläfli sr{2,2}. |
| Disfenoides generalitzats (2 parells de triangles iguals) |                                       |                                       |                                       |                                   | |
| Disfenoide digonal                                        | Disfenoide digonal                    | Disfenoide digonal                    | Disfenoide digonal                    |                                   | Dos parells de triangles isòsceles igualsAixò significa dues arestes oposades (1,2) i (3,4) que són perpendiculars però amb longituds diferents, i llavors les 4 isometries són la identitat 1, les reflexions (12) i (34) i la rotació de 180° (12)(34). El grup de simetries és C2v, isomorf al grup de Klein V₄. Un disfenoide digonal té símbol de Schläfli { }∨{ }.                                                                               |
| C2v C₂                                                    | [2] +                                 | *22 22                                | 4 2                                   |                                   | Dos parells de triangles isòsceles igualsAixò significa dues arestes oposades (1,2) i (3,4) que són perpendiculars però amb longituds diferents, i llavors les 4 isometries són la identitat 1, les reflexions (12) i (34) i la rotació de 180° (12)(34). El grup de simetries és C2v, isomorf al grup de Klein V₄. Un disfenoide digonal té símbol de Schläfli { }∨{ }.                                                                               |
| Disfenoide fíl·lic                                        | Disfenoide fíl·lic                    | Disfenoide fíl·lic                    | Disfenoide fíl·lic                    |                                   | Dos parells iguals de triangles escalens o isòscelesAquest cas té dos parells d'arestes iguals, (1,3), (2,4) i (1,4), (2,3), però la resta d'arestes són desiguals. Les dues úniques simetries són la identita 1 i la rotació (12)(34), les quals configuren el grup C₂, isomorf al grup cíclic Z₂. |
| C₂                                                        | [2]+                                  | 22                                    | 2                                     |                                   | Dos parells iguals de triangles escalens o isòscelesAquest cas té dos parells d'arestes iguals, (1,3), (2,4) i (1,4), (2,3), però la resta d'arestes són desiguals. Les dues úniques simetries són la identita 1 i la rotació (12)(34), les quals configuren el grup C₂, isomorf al grup cíclic Z₂. |

## Propietats generals

### Volum
El volum d'un tetràedre ve donat per la fórmula clàssica per al volum d'una piràmide:
{\displaystyle V={\frac {1}{3}}A_{0}\,h}
on A0 és l'àrea de la base i h és l'altura des de la base fins al vèrtex superior. Aquesta expressió és vàlida per a cadascuna de les quatre eleccions de la base, de tal manera que les distàncies dels vèrtexs a les seves respectives cares oposades són inversament proporcionals a les àrees d'aquestes cares.
Si la base del tetràedre d'altura {\displaystyle h} és regular i de costat {\displaystyle L}, el seu volum és
{\displaystyle V=h\cdot L^{2}\cdot {\frac {\sqrt {3}}{2}}}
Donat un tetràedre amb vèrtexs
a = (a1, a₂, a₃),
b = (b1, b₂, b₃),
c = (c1, c₂, c₃) i
d = (d1, d₂, d₃), el seu volum és 16|det (a − d, b − d, c − d)|, o qualsevol altra combinació de parells de vèrtexs que formin un graf simplement connex. L'expressió per al volum es pot escriure aleshores com un producte escalar i un producte exterior, de la forma:
{\displaystyle V={\frac {|(\mathbf {a} -\mathbf {d} )\cdot ((\mathbf {b} -\mathbf {d} )\times (\mathbf {c} -\mathbf {d} ))|}{6}}.}
Si s'escull el sistema de coordenades de tal manera que l'origen coincideixi amb el vèrtex d, llavors d = 0, i per tant:
{\displaystyle V={\frac {|\mathbf {a} \cdot (\mathbf {b} \times \mathbf {c} )|}{6}}},
on a, b i c representen tres arestes que es troben a un vèrtex, i a · (b × c) és un triple producte escalar. Si es compara aquesta expressió amb la fórmula utilitzada per calcular el volum d'un paral·lelepípede, es pot concloure que el volum d'un tetràedre és 16 del volum d'un paral·lelepípede que comparteixi tres arestes convergents amb el tetràedre.
Hom pot representar el valor absolut del triple producte escalar com els valors absoluts dels següents determinants:
{\displaystyle 6\cdot V={\begin{Vmatrix}\mathbf {a} &\mathbf {b} &\mathbf {c} \end{Vmatrix}}}
o
{\displaystyle 6\cdot V={\begin{Vmatrix}\mathbf {a} \\\mathbf {b} \\\mathbf {c} \end{Vmatrix}}}
on {\displaystyle \mathbf {a} =(a_{1},a_{2},a_{3})} està expressat com a vector fila o vector columna, i anàlogament per b i c.
Per tant,
{\displaystyle 36\cdot V^{2}={\begin{vmatrix}\mathbf {a^{2}} &\mathbf {a} \cdot \mathbf {b} &\mathbf {a} \cdot \mathbf {c} \\\mathbf {a} \cdot \mathbf {b} &\mathbf {b^{2}} &\mathbf {b} \cdot \mathbf {c} \\\mathbf {a} \cdot \mathbf {c} &\mathbf {b} \cdot \mathbf {c} &\mathbf {c^{2}} \end{vmatrix}}}
on {\displaystyle \mathbf {a} \cdot \mathbf {b} =ab\cos {\gamma }}, etc., la qual cosa resulta en:
{\displaystyle V={\frac {abc}{6}}{\sqrt {1+2\cos {\alpha }\cos {\beta }\cos {\gamma }-\cos ^{2}{\alpha }-\cos ^{2}{\beta }-\cos ^{2}{\gamma }}}},
on α, β, γ són els angles dels plans incidents en el vèrtex d. L'angle α està delimitat per les dues arestes que connecten el vèrtex d amb els vèrtexs b i c. Anàlogament, l'angle β està definit pels vèrtexs a i c, i l'angle γ està definit per les posicions dels vèrtexs a i b.
Donades les distàncies entre els vèrtexs d'un tetràedre, hom pot calcular-ne el volum mitjançant els determinants de Cayley-Menger:
{\displaystyle 288\cdot V^{2}={\begin{vmatrix}0&1&1&1&1\\1&0&d_{12}^{2}&d_{13}^{2}&d_{14}^{2}\\1&d_{12}^{2}&0&d_{23}^{2}&d_{24}^{2}\\1&d_{13}^{2}&d_{23}^{2}&0&d_{34}^{2}\\1&d_{14}^{2}&d_{24}^{2}&d_{34}^{2}&0\end{vmatrix}}}
on els subíndexs i, j ∈ {1, 2, 3, 4} representen els vèrtexs {a, b, c, d}, i dij és la distància dos a dos entre ells; és a dir, la longitud de l'aresta que connecta els dos vèrtexs. Si el càlcul del determinant és negatiu, això vol dir que no és possible construir un tetràedre amb les distàncies donades. Aquesta fórmula, de vegades coneguda com la fórmula de Tartaglia, es deu essencialment al pintor Piero della Francesca, del segle xv, com una anàloga tridimensional de la fórmula d'Heró del segle i per a l'àrea d'un triangle.

#### Fórmula d'Heró per al volum d'un tetràedre
Si U, V, W, u, v, w són les longituds de les sis arestes d'un tetràedre (on U, V, W formen un triangle; u és oposada a U, i així successivament), llavors:
{\displaystyle {\text{volum}}={\frac {\sqrt {\,(-a+b+c+d)\,(a-b+c+d)\,(a+b-c+d)\,(a+b+c-d)}}{192\,u\,v\,w}}}
on
{\displaystyle {\begin{aligned}a&={\sqrt {xYZ}}\\b&={\sqrt {yZX}}\\c&={\sqrt {zXY}}\\d&={\sqrt {xyz}}\\X&=(w-U+v)\,(U+v+w)\\x&=(U-v+w)\,(v-w+U)\\Y&=(u-V+w)\,(V+w+u)\\y&=(V-w+u)\,(w-u+V)\\Z&=(v-W+u)\,(W+u+v)\\z&=(W-u+v)\,(u-v+W).\end{aligned}}}

#### Divisor de volums
Un pla que divideixi dues arestes oposades d'un tetràedre amb una certa proporció també divideix el volum del tetràedre amb la mateixa proporció. Així, qualsevol pla que contingui una bimitjana (un segment que connecta els punts mitjos de dues arestes oposades) d'un tetràedre bisecta el volum del tetràedre.

#### Volum no euclidià
Quan un tetràedre està immers en l'espai hiperbòlic o en geometria esfèrica tridimensional, els angles dièdrics del tetràedre determinen la seva forma i, per tant, el seu volum. En aquests casos, el volum ve determinat per la fórmula de Murakami-Yano. Tanmateix, en l'espai euclidià, el procés d'escalar un tetràedre canvia el seu volum però no els seus angles dièdrics i, per tant, no pot existir cap fórmula anàloga.

### Distància entre les arestes
Dues arestes oposades qualssevol d'un tetràedre estan contingudes en dues rectes que es creuen, i la distància entre les arestes es defineix com la distància entre les dues rectes que es creuen. Sigui d la distància entre les rectes formades per les arestes oposades a i b − c. Llavors una altra expressió per al volum és:
{\displaystyle V={\frac {d|(\mathbf {a} \times \mathbf {(b-c)} )|}{6}}}.

### Propietats anàlogues a les del triangle
El tetràedre té moltes propietats anàlogues a les del triangle, incloent-hi l'existència de l'esfera inscrita, l'esfera circumscrita, el tetràedre medial i les exesferes. Té, respectivament, els centres coneguts com a incentre, circumcentre, excentres, centre de Spieker i punts com el baricentre. Tanmateix, en general no existeix el concepte d'ortocentre, en el sentit del punt on s'intersecten les altures.
Gaspard Monge va descobrir un centre que existeix a qualsevol tetràedre, conegut actualment com a punt de Monge: és el punt on s'intersecten els sis plans mitjos d'un tetràedre. Es defineix un pla mig com un pla ortogonal a una aresta que connecta dos vèrtexs, i que també conté el baricentre d'una aresta oposada, formada per la connexió dels altres dos vèrtexs. En el cas que s'intersectin les altures del tetràedre, llavors coincideixen el punt de Monge i l'ortocentre, donant lloc així a la classe del tetràedre ortocèntric.
Un segment ortogonal a una cara traçat des del punt de Monge intercepta la cara en el punt mitjà del segment traçat entre l'ortocentre de la cara i el peu de l'altura del vèrtex oposat.
El segment que uneix un vèrtex d'un tetràedre amb el baricentre de la cara oposada s'anomena mitjana, i el segment que uneix els punts mitjos de dues arestes oposades s'anomena bimitjana del tetràedre. Així, un tetràedre té 4 mitjanes i 3 bimedianes. Aquests 7 segments són concurrents en un punt anomenat centroide o baricentre del tetràedre. El centroide d'un tetràedre és el punt mitjà entre el seu punt de Monge i el circumcentre. Aquests punts determinen la recta d'Euler del tetràedre, anàloga a la recta d'Euler d'un triangle.
La circumferència dels nou punts d'un triangle general té la seva anàloga en l'esfera circumscrita del tetràedre medial d'un tetràedre: és l'esfera dels dotze punts que, a més de passar pels baricentres de les quatre cares del tetràedre de referència, també passa per quatre punts d'Euler «substituts», a un terç de la distància desvdel punt de Monge cap a cadascun dels quatre vèrtexs. Finalment, passa pels quatre punts base de les rectes ortogonals traçades des de cada punt d'Euler fins a la cara que no conté el vèrtex que ha generat el corresponent punt d'Euler.
El centre T de l'esfera dels dotze punts també pertany a la recta d'Euler. Al contrari que el seu anàleg triangular, aquest centre està a un terç de distància entre el punt de Monge M i el circumcentre. Addicionalment, si es traça una recta per T que sigui ortogonal a una cara, aquesta recta és coplanar amb altres dues rectes ortogonals a la mateixa cara: la primera és una recta ortogonal que passa pel corresponent punt d'Euler associat a la cara escollida. La segona és una recta ortogonal que passa pel baricentre de la cara escollida. Aquesta recta ortogonal que passa pel centre dels dotze punts és equidistant entre la recta ortogonal del punt d'Euler i la recta ortogonal del baricentre. És més, donada una cara qualsevol, el centre dels dotze punts és equidistant entre el corresponent punt d'Euler i l'ortocentre de la cara escollida.
El radi de l'esfera dels dotze punts és igual a un terç del radi de l'esfera circumscrita del tetràedre de referència.
Existeix una relació entre els angles que formen les cares d'un tetràedre general, que ve donada per l'expressió:
{\displaystyle {\begin{vmatrix}-1&\cos {(\alpha _{12})}&\cos {(\alpha _{13})}&\cos {(\alpha _{14})}\\\cos {(\alpha _{12})}&-1&\cos {(\alpha _{23})}&\cos {(\alpha _{24})}\\\cos {(\alpha _{13})}&\cos {(\alpha _{23})}&-1&\cos {(\alpha _{34})}\\\cos {(\alpha _{14})}&\cos {(\alpha _{24})}&\cos {(\alpha _{34})}&-1\\\end{vmatrix}}=0\,}
on αij és l'angle comprès entre la cara i i la cara j.

### Relacions geomètriques
Un tetràedre és un 3-símplex. Al contrari que els altres sòlids platònics, tots els vèrtexs d'un tetràedre regular són mútuament equidistants (de fet, són l'únic arranjament possible de quatre punts equidistants a l'espai tridimensional).
Un tetràedre és una piràmide triangular, i el tetràedre regular és autodual.
Un tetràedre regular es pot incloure dintre d'un cub de dues formes, de manera que cada vèrtex del tetràedre és un vèrtex del cub, i cada aresta del tetràedre és una diagonal d'una de les cares del cub. Per a una d'aquestes formes d'inclusió, les coordenades cartesianes dels vèrtexs del tetràedre són:
(+1, +1, +1),
(−1, −1, +1),
(−1, +1, −1),
(+1, −1, −1).
Això proporciona un tetràedre amb arestes de longitud 2√2, i centrat a l'origen. Per tal d'obtenir l'altre tetràedre (que és dual a l'anterior), només cal canviar de signe totes les coordenades. La combinació de tots els vèrtexs d'aquests dos tetràedres sumen els vèrtexs del cub, la qual cosa demostra que el tetràedre regular és un 3-demicub.

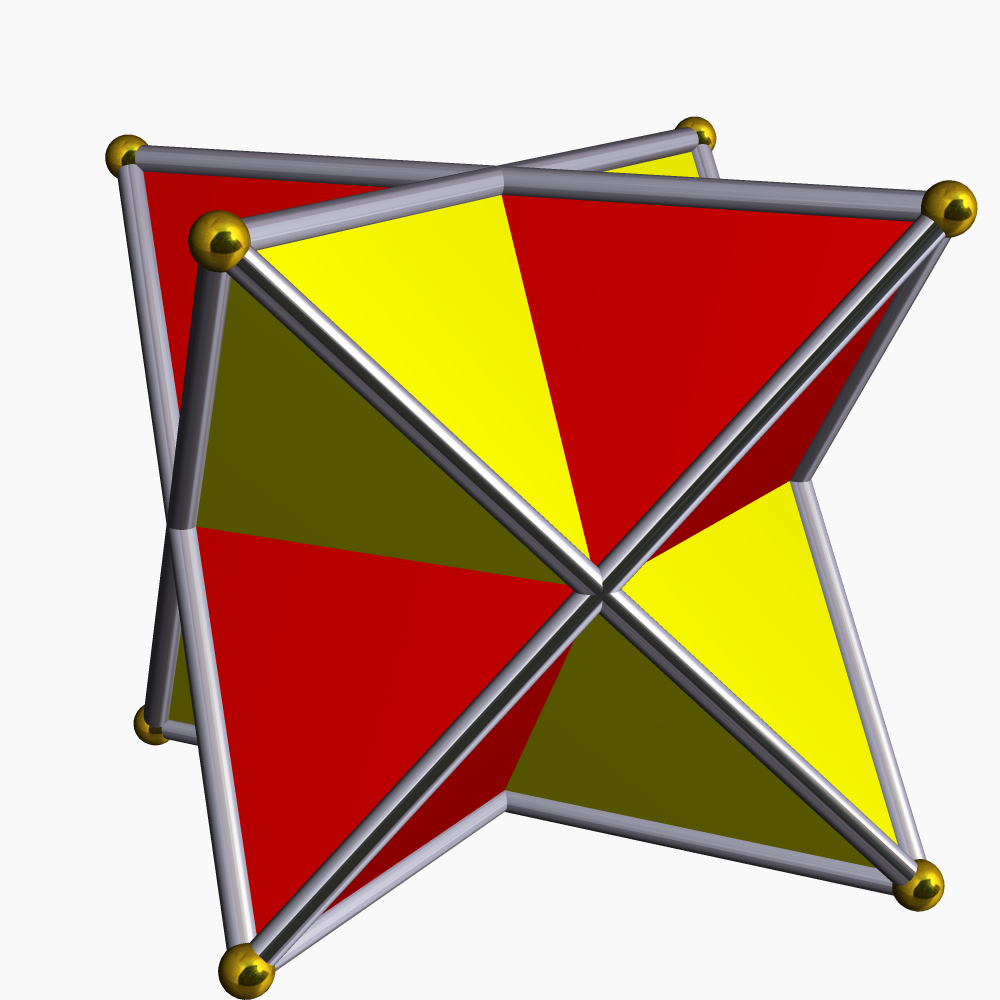
L'estel octangle

El volum d'aquest tetràedre és un terç del volum del cub. Si es combinen aquests dos tetràedres, hom obté un políedre compost anomenat estel octangle.
L'interior de l'estel octangle és un octàedre, i recíprocament, un octàedre regular és el resultat d'escapçar, d'un tetràedre regular, quatre tetràedres regulars de la meitat de la mida lineal.
La immersió anterior divideix el cub en cinc tetràedres, un dels quals és regular. De fet, cinc és el mínim nombre de tetràedres que calen per compondre un cub.
La inscripció del tetràedre dins del compost de cinc cubs regular proporciona dos compostos regulars més, que contenen cinc i deu tetràedres.
No es pot enrajolar l'espai només amb tetràedres regulars, encara que sembla que Aristòtil va afirmar que sí que era possible; sí que es poden combinar dos tetràedres regulars amb un octàedre per formar un rombòedre, que sí que proporciona una tessel·lació de l'espai. Tanmateix, existeixen diversos tetràedres irregulars que poden enrajolar l'espai, com disfenoide tetragonal. La llista completa és un problema obert.
Si es relaxa la condició de què tots els tetràedres hagin de tenir la mateixa forma, hom pot tessel·lar l'espai de diverses maneres. Per exemple, hom pot dividir un octàedre en quatre tetràedres idèntics i combinar-los de nou amb dos tetràedres regulars.
El tetràedre és l'únic políedre uniforme que no té cares paral·leles.

### Un teorema dels sinus per als tetràedres i l'espai de totes les figures dels tetràedres

Extensió a un tetraedre del teorema del sinus

Un corol·lari del conegut teorema del sinus és que, en un tetràedre amb vèrtexs O, A, B, C, es té:
{\displaystyle {\begin{aligned}&\sin \angle OAB\cdot \sin \angle OBC\cdot \sin \angle OCA=\\=\,&\sin \angle OAC\cdot \sin \angle OCB\cdot \sin \angle OBA.\end{aligned}}}
Hom pot interpretar els dos membres d'aquesta igualtat com a orientacions en sentit horari i en sentit antihorari de la superfície.
Si se substitueix el vèrtex O per un vèrtex qualsevol dels quatre, hom obté quatre identitats, però almenys tres d'elles són independents: si les parts "del sentit horari" de tres d'elles es multipliquen, i el producte s'iguala al producte de les parts "del sentit antihorari" de les mateixes tres identitats, i llavors se'n cancel·len els factors comuns, el resultat és la quarta identitat.
Tres angles qualssevol són els angles d'algun triangle si i només si la seva suma és 180° (π radians). Té sentit preguntar-se quina és la condició necessària i suficient perquè 12 angles qualssevol siguin els 12 angles d'algun tetràedre: clarament, la suma dels angles d'una cara qualsevol del tetràedre han de sumar 180°. Com que hi ha quatre d'aquests triangles, tenim 4 restriccions sobre les sumes dels angles, i el nombre de graus de llibertat passa de 12 a 8. Les quatre relacions que proporciona aquest teorema dels sinus redueix encara més el nombre de graus de llibertat, que passen de 8 a 5 (no a 4, perquè la quarta restricció no és independent de les altres tres). Així l'espai de totes les figures possibles del tetràedre té dimensió 5.

### Teorema del cosinus per als tetràedres
Siguin {\displaystyle \{P_{1},P_{2},P_{3},P_{4}\}} els punts d'un tetràedre. Sigui {\displaystyle \Delta _{i}} l'àrea de la cara oposada al vèrtex {\displaystyle P_{i}}, i sigui {\displaystyle \theta _{ij}} l'angle dièdric format per les dues cares del tetràedre adjacents a l'aresta {\displaystyle P_{i}P_{j}}.
El teorema del cosinus per a aquest tetràedre, que relaciona les àrees de les cares del tetràedre amb els angles dièdrics en un vèrtex, ve donat per la següent relació:
{\displaystyle \Delta _{i}^{2}=\Delta _{j}^{2}+\Delta _{k}^{2}+\Delta _{l}^{2}-2(\Delta _{j}\Delta _{k}\cos \theta _{il}+\Delta _{j}\Delta _{l}\cos \theta _{ik}+\Delta _{k}\Delta _{l}\cos \theta _{ij})}.

### Punt interior
Sigui P un punt interior qualsevol d'un tetràedre de volum V, amb vèrtexs A, B, C i D, i amb àrees de les respectives cares oposades Fa, Fb, Fc i Fd. Aleshores:
{\displaystyle PA\cdot F_{a}+PB\cdot F_{b}+PC\cdot F_{c}+PD\cdot F_{d}\geq 9V}.
Donats els vèrtexs A, B, C i D, un punt interior P, i els peus J, K, L i M de les perpendiculars per P a les cares,
{\displaystyle PA+PB+PC+PD\geq 3(PJ+PK+PL+PM)}.

### Radi intern
Si denotem per r el radi de l'esfera inscrita d'un tetràedre, i els radis de les circumferències inscrites a cadascuna de les cares per ri, amb i= 1, 2, 3, 4, es té:
{\displaystyle {\frac {1}{r_{1}^{2}}}+{\frac {1}{r_{2}^{2}}}+{\frac {1}{r_{3}^{2}}}+{\frac {1}{r_{4}^{2}}}\leq {\frac {2}{r^{2}}}},
on la igualtat es compleix si i només si el tetràedre és regular.

### Cares
La suma de les àrees de tres cares qualssevol és més gran que l'àrea de la quarta cara.

## Tetràedres enters
Existeixen tetràedres amb longituds enteres de les arestes, cares amb àrees enteres, i volum enter. Un exemple és el d'un tetràedre amb una aresta de longitud 896, l'aresta oposada de longitud 990 i les altres arestes de longitud 1073; dues cares tenen àrees de 436.800 i les altres dues tenen àrees de 47.120, mentre que el volum és de 62.092.800.
Un tetràedre pot tenir volum enter i arestes de longituds enteres consecutives; un exemple es dona amb arestes de longituds 6, 7, 8, 9, 10 i 11 i volum 48.

## Políedres relacionats i compostos
Un tetràedre regular es pot interpretar com una piràmide triangular.
| Piràmides regulars | Piràmides regulars | Piràmides regulars | Piràmides regulars | Piràmides regulars | Piràmides regulars |           |
| Triangular         | Quadrada           | Pentagonal         | Hexagonal          | Heptagonal         | Octogonal...       |           |
| Regular            | Equilàteres        | Equilàteres        | Isòsceles          | Isòsceles          | Isòsceles          | Isòsceles |
| ------------------ | ------------------ | ------------------ | ------------------ | ------------------ | ------------------ | --------- |
|                    |                    |                    |                    |                    |                    |           |
|                    |                    |                    |                    |                    |                    |           |

Un tetràedre regular es pot veure com un políedre degenerat, un antiprisma digonal uniforme, on les seves bases poligonals són dígons.
| Família d'antiprismes uniformes n.3.3.3 | Família d'antiprismes uniformes n.3.3.3 | Família d'antiprismes uniformes n.3.3.3 | Família d'antiprismes uniformes n.3.3.3 | Família d'antiprismes uniformes n.3.3.3 | Família d'antiprismes uniformes n.3.3.3 | Família d'antiprismes uniformes n.3.3.3 | Família d'antiprismes uniformes n.3.3.3 | Família d'antiprismes uniformes n.3.3.3 | Família d'antiprismes uniformes n.3.3.3 | Família d'antiprismes uniformes n.3.3.3 | Família d'antiprismes uniformes n.3.3.3 |
| --------------------------------------- | --------------------------------------- | --------------------------------------- | --------------------------------------- | --------------------------------------- | --------------------------------------- | --------------------------------------- | --------------------------------------- | --------------------------------------- | --------------------------------------- | --------------------------------------- | --------------------------------------- |
|                                         |                                         |                                         |                                         |                                         |                                         |                                         |                                         |                                         |                                         |                                         |                                         |
|                                         |                                         |                                         |                                         |                                         |                                         |                                         |                                         |                                         |                                         |                                         |                                         |
| V2.3.3.3                                | 3.3.3.3                                 | 4.3.3.3                                 | 5.3.3.3                                 | 6.3.3.3                                 | 7.3.3.3                                 | 8.3.3.3                                 | 9.3.3.3                                 | 10.3.3.3                                | 11.3.3.3                                | 12.3.3.3                                |                                         |

Un tetràedre regular es pot veure com un políedre degenerat, un trapezòedre digonal dual uniforme, amb 6 vèrtexs classificats en dos conjunts d'arestes colineals.
| Família de trapezòedres V.n.3.3.3 | Família de trapezòedres V.n.3.3.3 | Família de trapezòedres V.n.3.3.3 | Família de trapezòedres V.n.3.3.3 | Família de trapezòedres V.n.3.3.3 | Família de trapezòedres V.n.3.3.3 | Família de trapezòedres V.n.3.3.3 | Família de trapezòedres V.n.3.3.3 | Família de trapezòedres V.n.3.3.3 | Família de trapezòedres V.n.3.3.3 | Família de trapezòedres V.n.3.3.3 |
| --------------------------------- | --------------------------------- | --------------------------------- | --------------------------------- | --------------------------------- | --------------------------------- | --------------------------------- | --------------------------------- | --------------------------------- | --------------------------------- | --------------------------------- |
| Políedre                          |                                   |                                   |                                   |                                   |                                   |                                   |                                   |                                   |                                   |                                   |
| Tessel·lació                      |                                   |                                   |                                   |                                   |                                   |                                   |                                   |                                   |                                   |                                   |
| Configuració de les cares         | V2.3.3.3                          | V3.3.3.3                          | V4.3.3.3                          | V5.3.3.3                          | V6.3.3.3                          | V7.3.3.3                          | V8.3.3.3                          | V10.3.3.3                         | V12.3.3.3                         | V∞.3.3.3                          |

Es pot realitzar un procés de truncament aplicat al tetràedre, la qual cosa produeix una successió de políedres uniformes. Quan es trunquen les arestes fins a obtenir-ne només els vèrtexs, es produeix un octàedre com a tetràedre rectificat. El procés es completa com una birectificació, que redueix les cares originals a vèrtexs, i en resulta, de nou, el tetràedre autodual.
| Família de políedres tetraèdrics uniformes | Família de políedres tetraèdrics uniformes | Família de políedres tetraèdrics uniformes | Família de políedres tetraèdrics uniformes | Família de políedres tetraèdrics uniformes | Família de políedres tetraèdrics uniformes | Família de políedres tetraèdrics uniformes | Família de políedres tetraèdrics uniformes |
| Simetria: [3,3], (*332)                    | Simetria: [3,3], (*332)                    | Simetria: [3,3], (*332)                    | Simetria: [3,3], (*332)                    | Simetria: [3,3], (*332)                    | Simetria: [3,3], (*332)                    | Simetria: [3,3], (*332)                    | [3,3]+, (332)                              |
| ------------------------------------------ | ------------------------------------------ | ------------------------------------------ | ------------------------------------------ | ------------------------------------------ | ------------------------------------------ | ------------------------------------------ | ------------------------------------------ |
|                                            |                                            |                                            |                                            |                                            |                                            |                                            |                                            |
|                                            |                                            |                                            |                                            |                                            |                                            |                                            |                                            |
| {3,3}                                      | t{3,3}                                     | r{3,3}                                     | t{3,3}                                     | {3,3}                                      | rr{3,3}                                    | tr{3,3}                                    | sr{3,3}                                    |
| Duals dels políedres uniformes             |                                            |                                            |                                            |                                            |                                            |                                            |                                            |
|                                            |                                            |                                            |                                            |                                            |                                            |                                            |                                            |
| V3.3.3                                     | V3.6.6                                     | V3.3.3.3                                   | V3.6.6                                     | V3.3.3                                     | V3.4.3.4                                   | V4.6.6                                     | V3.3.3.3.3                                 |

Aquest políedre està topològicament relacionat amb una successió de políedres regulars amb símbols de Schläfli {3,n}, que continua en el pla hiperbòlic. També està topològicament relacionat amb una successió de políedres regulars i tessel·lacions amb figures d'ordre 3.
Compostos:

Dos tetràedres dins d'un cub
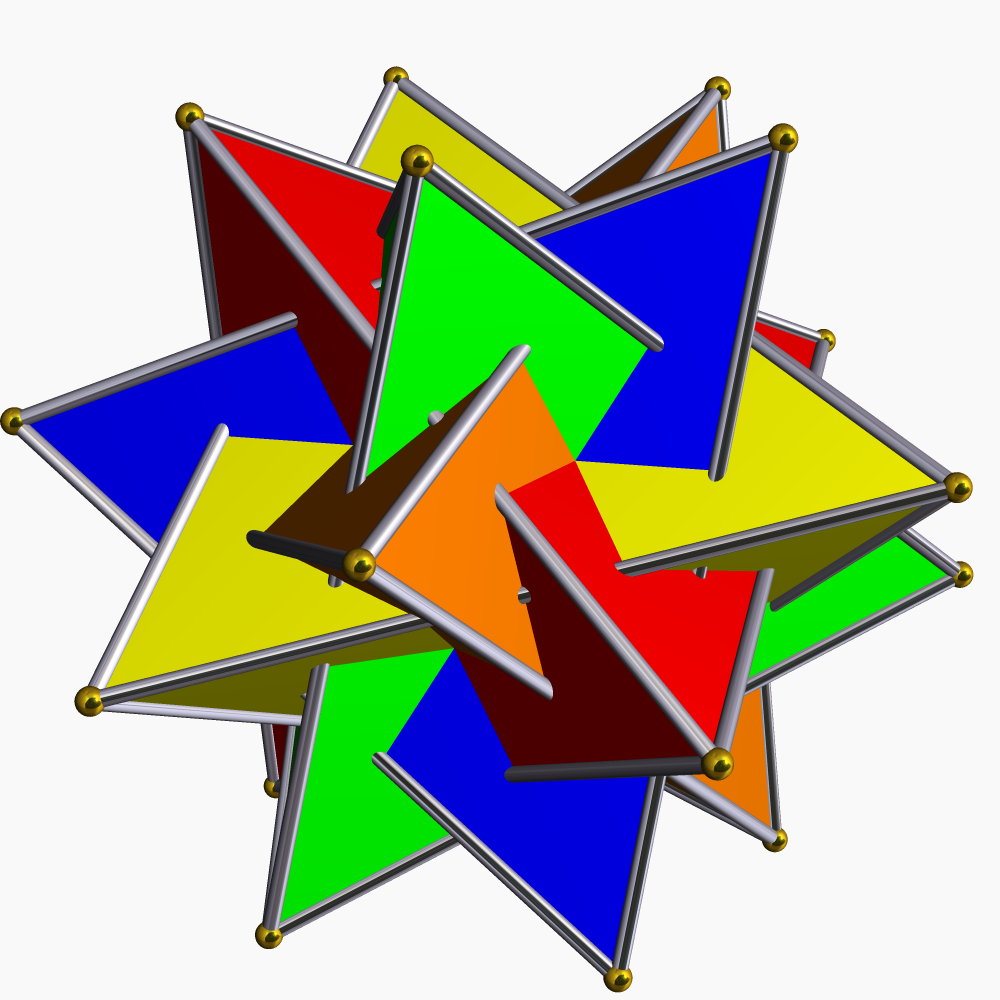
Compost de cinc tetràedres
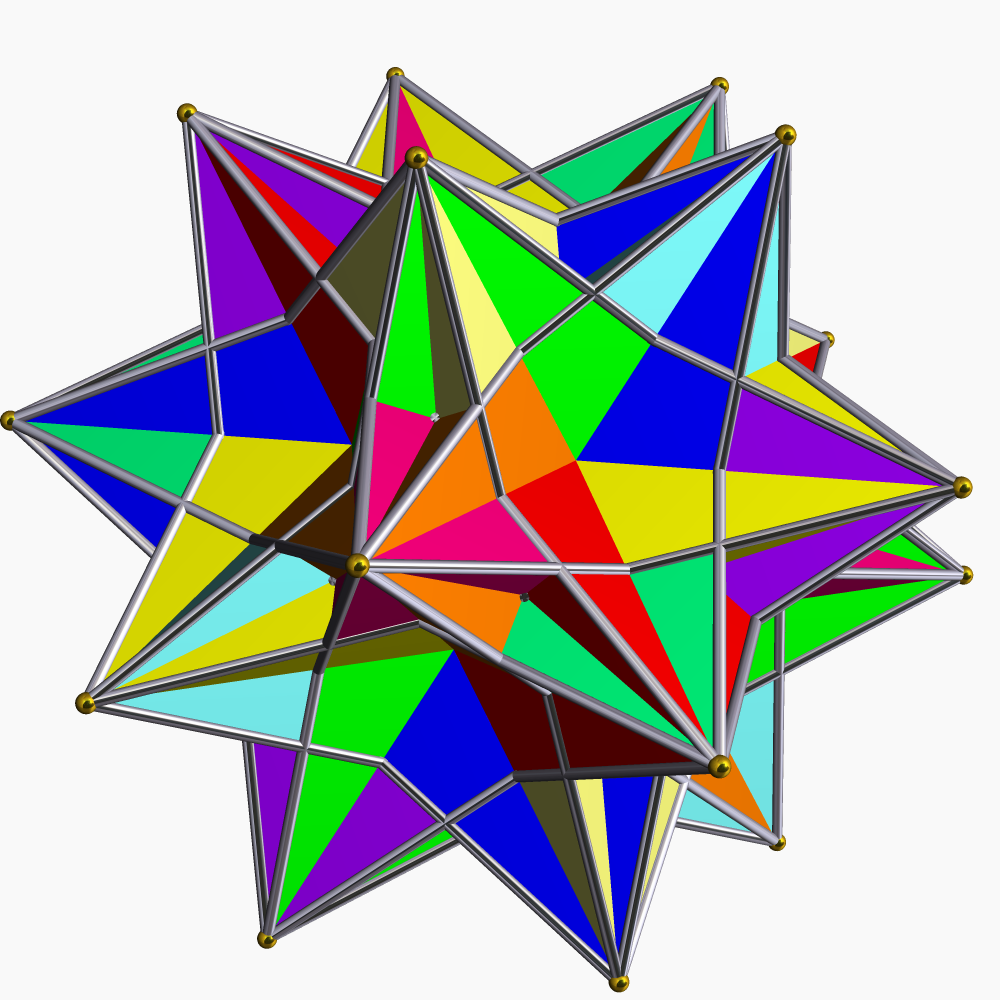
Compost de deu tetràedres

Es pot construir un políedre interessant a partir de cinc tetràedres que s'intersecten. Aquest compost de cinc tetràedres es coneix des de fa segles. Apareix amb freqüència en l'àmbit de l'origami. Si s'ajunten els seus 20 vèrtexs, es forma un dodecàedre regular. N'existeixen una forma quiral esquerra i una de dreta, que són imatges especulars l'una de l'altra.

## Aplicacions

### Anàlisi numèrica

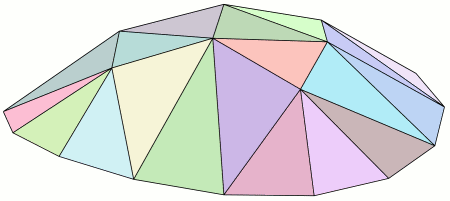
Un volum irregular a l'espai es pot aproximar per una superfície triangulada de forma irregular, i per elements de volum en forma de tetràedres irregulars.

En anàlisi numèrica, és habitual descompondre, o aproximar, les superfícies tridimensionals complicades mitjançant una malla poligonal de tetràedres irregulars en el procés d'establir les equacions per a l'anàlisi d'elements finits, especialment quan es vol trobar la solució numèrica d'un sistema d'equacions en derivades parcials. Aquests mètodes són àmpliament utilitzats en disciplines pràctiques com la mecànica de fluids computacional, l'aerodinàmica, els camps electromagnètics, l'enginyeria civil, l'enginyeria química o l'arquitectura naval.

### Química

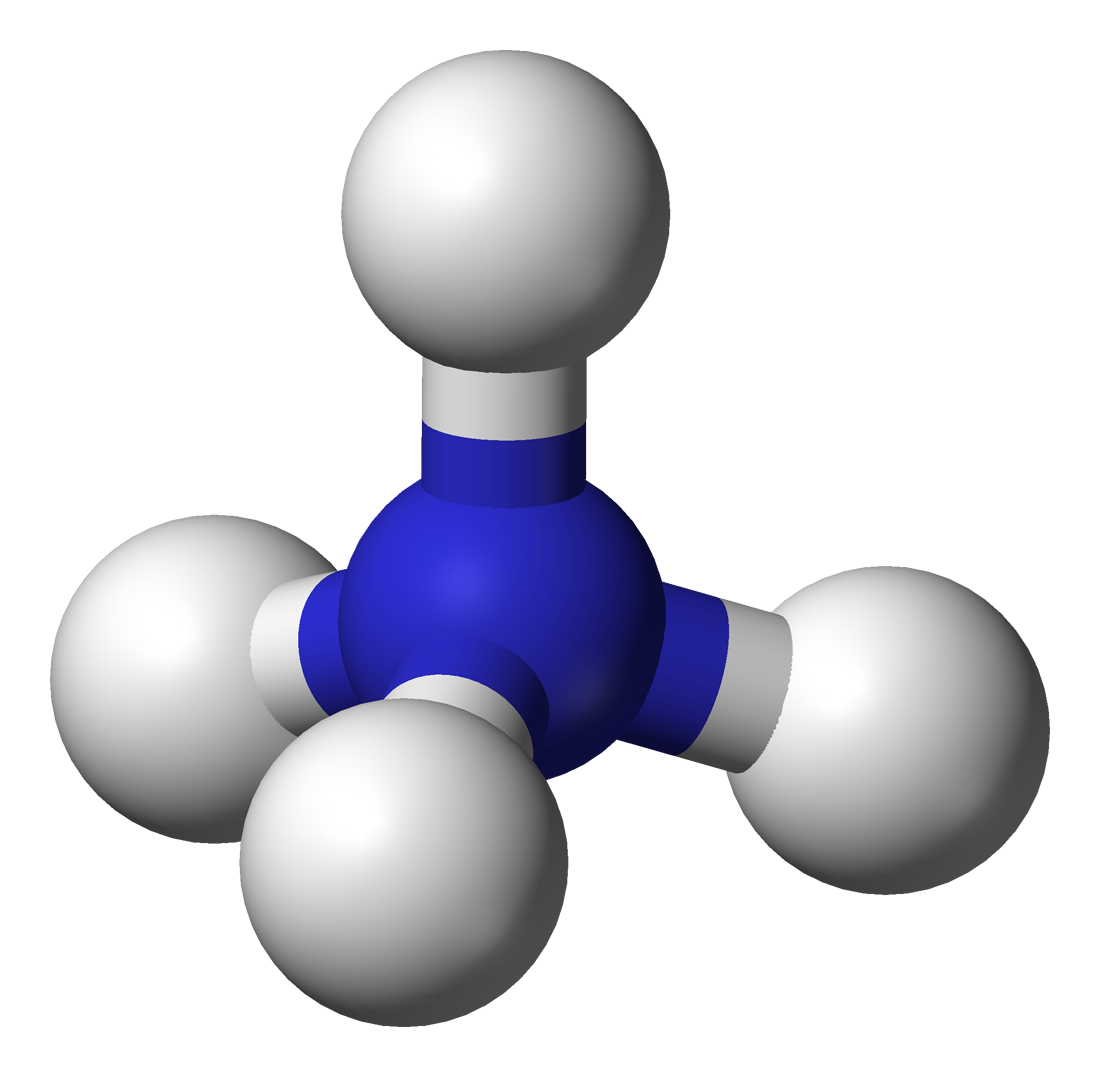
L'ió amoni és tetraèdric.

A la naturalesa, la forma tetraèdrica en veu en les molècules amb enllaç covalent. Tots els àtoms amb hibridació sp3 estan envoltats d'àtoms (o per parells solitaris d'electrons) en els quatre vèrtexs d'un tetràedre. Per exemple, en una molècula de metà (CH
4), o en un ió d'amoni (NH+
4), hi ha quatre àtoms d'hidrogen que envolten un àtom central de carboni o de nitrogen amb simetria tetraèdrica. Per aquest motiu, una de les principals publicacions sobre química orgànica es diu Tetrahedron. L'angle central entre dos vèrtexs qualssevol d'un tetràedre perfecte és arccos(−13), o aproximadament 109,47°.
L'aigua, H
2O, també té una estructura tetraèdrica, amb dos àtoms d'hidrogen i dos parells solitaris d'electrons al voltant dels àtoms centrals d'oxigen. La simetria tetraèdrica, però, no és perfecta, ja que els parells solitaris tenen més força de repulsió que els enllaços simples O–H.
Els diagrames de fases quaternaris, en química, es representen gràficament com a tetràedres. En canvi, els diagrames de fases en enginyeria de la telecomunicació es representen gràficament sobre un pla bidimensional.

### Electricitat i electrònica
Si se solden 6 resistors en forma de tetràedre, llavors la resistència mesurada entre dos vèrtexs qualssevol és la meitat que la d'un sol resistor.
Com que el silici és el semiconductor utilitzat més freqüentment en electrònica d'estat sòlid, i el silici té una valència de 4, la forma tetraèdrica dels quatre enllaços químics del silici té una influència molt important en la formació dels cristalls de silici i les figures que adopta.

### Jocs

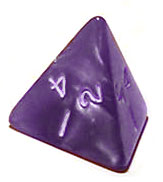
Un dau amb 4 cares

El Joc reial d'Ur, datat cap a l'any 2600 aC, es jugava amb daus tetraèdrics.
Especialment en jocs de rol, aquest sòlid es coneix com a dau de 4 cares, un dels daus polièdrics més comuns, on el número apareix prop d'una aresta inferior o al vèrtex superior. Alguns trencaclosques basats en el cub de Rubik tenen forma de tetràedre, com Pyraminx i Pyramorphix.
El desenvolupament pla d'un tetràedre també configura la Triforce de la franquícia de Nintendo The Legend of Zelda.

### Espai de color
El tetràedre s'utilitza en algorismes de conversió dins l'espai de color, especialment en els casos on l'eix de la luminància divideix l'espai de colors de forma diagonal (per exemple, RGB, CMY).

### Art contemporani

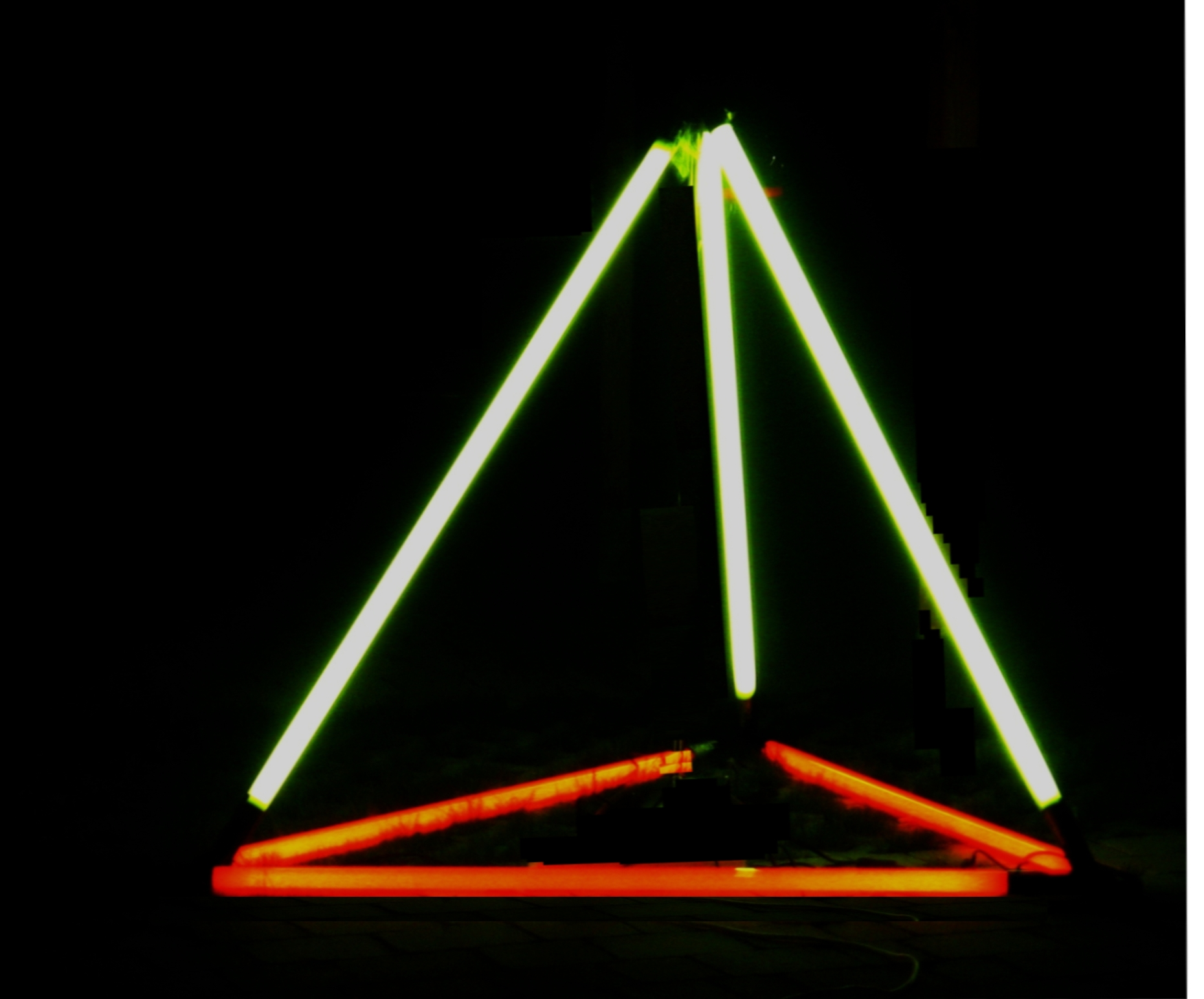
Objecte lluminós tetraèdric, Martina Schettina (2010)

L'artista austríaca Martina Schettina va crear un tetràedre emprant llums fluorescents. Es va exhibir a la Lightart-Biennale Austria 2010.
També s'ha utilitzat en el disseny de portades de discos, com a l'àlbum The End of All Things to Come de Mudvayne, on apareix un tetràedre envoltat de flames negres.

### Cultura popular
Originàriament, Stanley Kubrick volia que el monòlit de 2001: una odissea de l'espai fos un tetràedre, segons Marvin Minsky, un científic cognitiu i expert en intel·ligència artificial, i que va assessorar Kubrick sobre l'ordinador HAL 9000 i sobre altres aspectes de la pel·lícula. Kubrick va descartar la idea d'utilitzar un tetràedre quan un espectador va visionar una seqüència provisional de la pel·lícula i no va reconèixer el que era. Kubrick no volia que hi hagués res a la pel·lícula que la gent corrent no pogués comprendre.
En l'episodi 15 de la temporada 6 de Futurama, titulat "Möbius Dick", la tripulació de Planet Express travessa una zona de l'espai coneguda com el Tetràedre de les Bermudes. Moltes altres naus que viatjaven per aquesta zona havien desaparegut misteriosament, incloent-hi la primera tripulació de Planet Express.
En la pel·lícula de 2013 Oblivion, la gran estructura que orbita la Terra té forma de tetràedre, i hom s'hi refereix com a Tet.

### Geologia
La hipòtesi tetraèdrica, publicada originàriament per William Lowthian Green per a explicar la formació de la Terra, fou popular a començaments del segle xx.

### Enginyeria estructural
Un tetràedre amb arestes rígides és inherentment rígid. Per aquest motiu, s'utilitza per a reforçar estructures com malles espacials.

### Aviació
En alguns aeròdroms, hi ha una estructura amb forma de tetràedre amb dos costats recoberts amb un material prim. Aquesta estructura es col·loca sobre un pivot giratori i sempre s'orienta en direcció al vent. És prou gran com per què es pugui veure des de l'aire, i de vegades està il·luminat. L'objectiu és que serveixi de referència als pilots, quan volen consultar les condicions del vent.

## Graf tetraèdric
L'n-esquelet del tetràedre (és a dir, les seves arestes i vèrtexs) formen un graf amb 4 vèrtexs i 6 arestes. És un cas especial del graf complet K₄, i del graf roda W₄. És un dels 5 grafs platònics, on cadascun és l'esquelet del seu corresponent sòlid platònic.
| Simetria d'ordre 3 |